# 国誉建設
国誉建設株式会社（こくよけんせつ）とは、大阪府堺市中区にある建設企業。2002年、阪神公団が発注した遮音壁工事の入札を巡る競売入札妨害の罪で大倉盛治社長が逮捕され、注目を集めた。文房具メーカーのコクヨとは人材・資本とも関連が無い。

## 入札妨害の概要
阪神公団発注の遮音壁工事の入札を巡り、工事を落札した国誉建設社長（公団OB）、国誉建設建設グループの幹部二人、公団の京都建設部長が逮捕された。公団側は業者指名の段階から国誉グループに便宜を図り、予定価格を漏らしていた。遮音壁工事は15の特定業者が常に落札しており、特定業者優遇が常態化していたが、中でも公団OBを多数受け入れていた国誉建設は特に優遇を受けていた。

## えせ同和行為としての一面
逮捕された国誉建設社長は、部落解放同盟中央執行委員長を務めた上田卓三元衆議院議員の有力支持者であり、この事件は、上田の威光をバックに利益誘導を求めたえせ同和行為としての一面を持つ。また、この入札を巡っては、大阪府大阪市浪速区の建設業者も高額入札を続けてきたことが明らかになったが、この業者は「同じ同和系企業なのになぜ国誉だけを優遇するのか」と国誉建設と同等の扱いを迫ったと公団関係者は証言した。